# Iranobrium buettikeri
Iranobrium buettikeri là một loài bọ cánh cứng trong họ Cerambycidae.